# Rombicosidodecaedro bigirodiminuído
Em geometria, o rombicosidodecaedro bigirodiminuído é um dos sólidos de Johnson (J79). Pode ser construído como um rombicosidodecaedro com duas cúpulas pentagonais rotacionadas em 36 graus e uma terceira cúpula pentagonal removida. Nenhuma cúpula envolvida pode ser adjacente às outras.